# Twenty Minutes of Love
Twenty Minutes of Love (br: Carlitos contra o relógio / pt: Charlot apaixonado) é um filme mudo de curta-metragem estadunidense de 1914, do gênero comédia, produzido por Mack Sennett para os Estúdios Keystone, e o primeiro filme dirigido por Charles Chaplin.

## Sinopse
Charlie olha diversos pares de amantes no parque e parodia um deles, abraçando uma árvore. Uma outra jovem pede ao namorado uma prova de amor, e ele rouba um relógio de bolso de um homem que está dormindo. Carlitos pega o relógio e o entrega à moça. Após, ele pega o relógio de volta e tenta vendê-lo ao seu proprietário original, que chama um policial. Depois de muita pancadaria, acabam todos caindo no lago, menos Carlitos e a moça, que vão embora juntos.

## Elenco
- Charles Chaplin .... ladrão
- Minta Durfee .... namorada
- Edgar Kennedy .... namorado
- Gordon Griffith .... menino
- Chester Conklin .... ladrão
- Josef Swickard .... vítima
- Hank Mann